# Hội nghị thượng đỉnh về biến đổi khí hậu của Liên Hợp Quốc năm 2021
Hội nghị thượng đỉnh về biến đổi khí hậu của Liên Hợp Quốc năm 2021 (tiếng Anh: 2021 United Nations Climate Change Conference), thường được biết đến nhiều hơn với tên viết tắt COP26 là Hội nghị thượng đỉnh về biến đổi khí hậu của Liên Hợp Quốc lần thứ 26. Hội nghị được lên kế hoạch tổ chức tại Trung tâm SEC ở Glasgow, Scotland, Vương quốc Anh vào ngày 31 tháng 10 đến ngày 13 tháng 11 năm 2021 dưới sự chủ trì của Alok Sharma. Hội nghị đã bị trì hoãn trong một năm bởi Đại dịch COVID-19, đây là  Hội nghị các bên (COP) lần thứ 26 trong Công ước khung của Liên hợp quốc về biến đổi khí hậu (UNFCCC), cuộc họp thứ ba của các bên tham gia Thỏa thuận Paris năm 2015 (CMA1, CMA2, CMA3) và cũng là cuộc họp thứ 16 của các bên tham gia Nghị định thư Kyōto (CMP16).
Hội nghị là lần đầu tiên kể từ COP21 mong đợi các bên thực hiện các cam kết nâng cao hướng tới giảm thiểu biến đổi khí hậu; Thỏa thuận Paris yêu cầu các bên thực hiện một quy trình thường được gọi là 'cơ chế bánh cóc' 5 năm một lần để đưa ra các cam kết cải thiện của quốc gia. Kết quả của COP26 là Hiệp ước Khí hậu Glasgow, được đồng thuận bởi đại diện của 197 bên tham dự. Việc can thiệp của Ấn Độ và Trung Quốc đã làm hạ nhiệt động thái chấm dứt hỗ trợ điện than và nhiên liệu hóa thạch, hội nghị đã kết thúc với việc thông qua một nghị quyết ít nghiêm ngặt hơn một số dự đoán. Tuy nhiên, hiệp ước này là thỏa thuận khí hậu đầu tiên cam kết giảm thiểu sử dụng than. Nó bao gồm những việc khuyến khích việc cắt giảm khí thải khẩn cấp hơn và hứa hẹn nhiều nguồn tài chính khí hậu cho các nước đang phát triển để thích ứng với các tác động của khí hậu.
Giữa hội nghị, vào Thứ Bảy ngày 6 tháng 11 năm 2021 đã có một cuộc tuần hành phản đối các hành động được xem là không phù hợp của các đại biểu tham gia hội nghị và các vấn đề khác liên quan đến biến đổi khí hậu, cuộc biểu tình này đã trở thành cuộc biểu tình lớn nhất ở Glasgow kể từ các cuộc tuần hành chống Chiến tranh Iraq vào năm 2003. Ngoài ra, ở hơn 100 quốc gia khác cũng có những cuộc biểu tình tương tự.

## Bối cảnh

### Chủ tịch

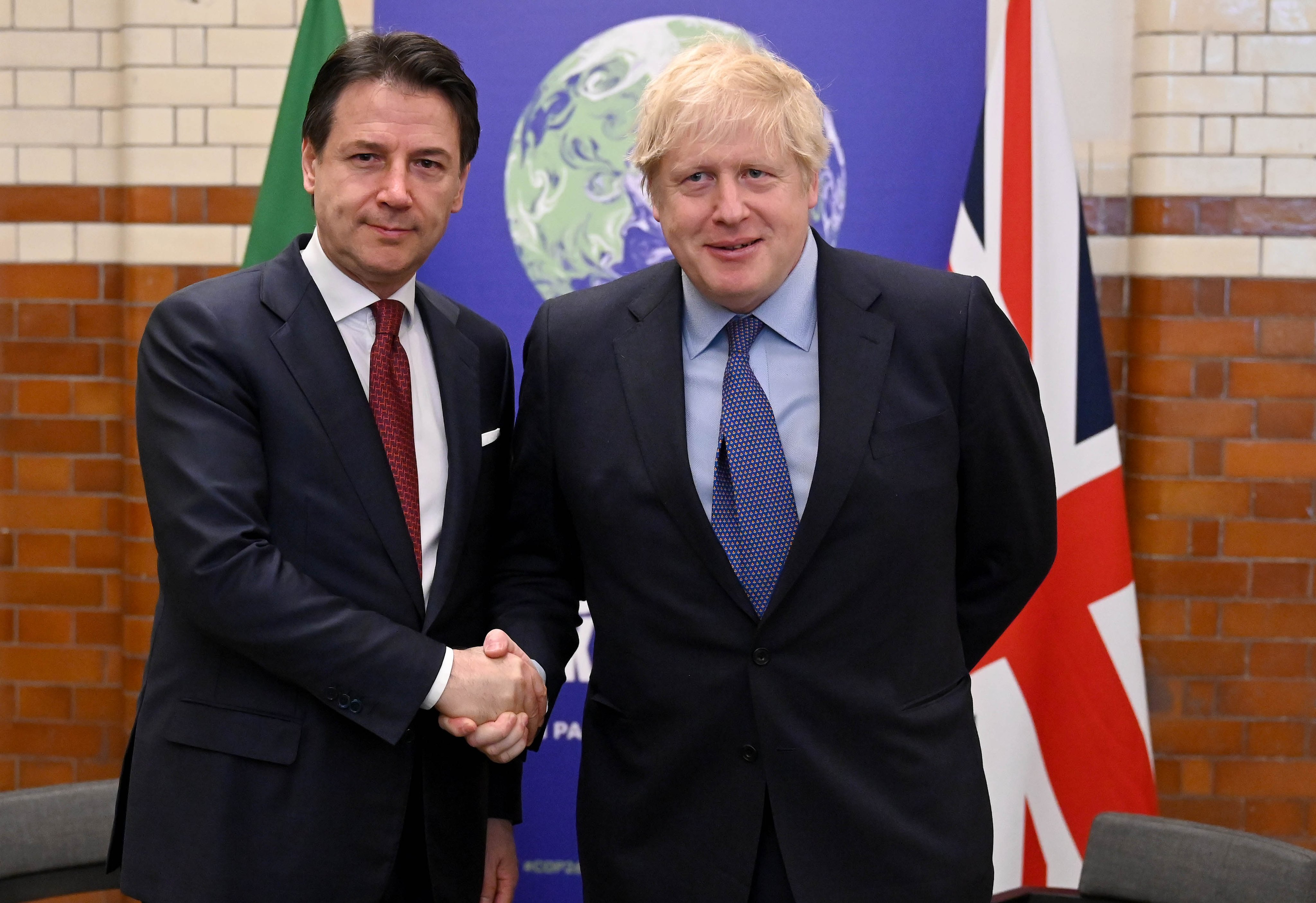
Thủ tướng Ý Giuseppe Conte (trái) và thủ tướng Vương quốc Anh Boris Johnson (phải) tại lễ khai mạc COP26 vào tháng 2 năm 2020, trước khi nó bị hoãn lại một năm

Vương quốc Anh giữ chức chủ tịch COP26. Ban đầu Bộ trưởng Bộ Năng lượng và Tăng trưởng Sạch là bà Claire Perry O'Neill được bổ nhiệm làm chủ tịch hội nghị nhưng bà đã bị bãi nhiệm vào ngày 31 tháng 1 năm 2020, chỉ vài tháng sau khi thôi giữ chức nghị sĩ. Cựu Thủ tướng David Cameron và cựu Ngoại trưởng William Hague từ chối đảm nhiệm vai trò này. Vào ngày 13 tháng 2 năm 2020, Thư ký chiến lược Kinh doanh, Năng lượng và Công nghiệp Alok Sharma được bổ nhiệm. Vào ngày 8 tháng 1 năm 2021, chức vụ của Sharma được Kwasi Kwarteng kế nhiệm làm Thư ký Chiến lược Kinh doanh, Năng lượng và Công nghiệp, còn ông Sharma thì được chuyển đến Văn phòng nội các để tập trung toàn thời gian cho nhiệm kỳ chủ tịch.
Nigel Topping được bổ nhiệm làm Nhà vô địch hành động vì khí hậu cấp cao của Chính phủ Vương quốc Anh cho COP26; ông là cựu Giám đốc điều hành của We Mean Business, một tổ chức hành động vì biến đổi khí hậu.
Ý hợp tác với Vương quốc Anh trong việc tổ chức COP26. Đa phần vai trò của họ là chuẩn bị trước cho các công việc, chẳng hạn như việc tổ chức một phiên họp trước COP và một sự kiện dành cho giới trẻ có tên là Youth4Climate 2020: Driving Ambition. Các sự kiện này diễn ra từ ngày 28 tháng 9 đến ngày 2 tháng 10 năm 2020 tại Milan.

### Trì hoãn
Vì đại dịch COVID-19 nên vào tháng 4 năm 2020, các bên đã hoãn thời điểm tổ chức hội nghị đến thời điểm mới từ ngày 31 tháng 10 đến ngày 12 tháng 11 năm 2021. Cả hai quốc gia tổ chức là Ý và Vương quốc Anh đều bị ảnh hưởng nặng nề bởi đại dịch, địa điểm tổ chức hội nghị từ Trung tâm SEC ở Glasgow đã được chuyển thành một bệnh viện dã chiến vào tháng 5 năm 2020 cho bệnh nhân COVID-19.
Thư ký Công ước Patricia Espinosa đã tweet rằng "do ảnh hưởng của COVID-19 đang diễn ra trên toàn thế giới nên việc tổ chức COP26 đầy tham vọng, trọn vẹn vào tháng 11 năm 2020 là không thể." Bà cũng chỉ ra rằng các nền kinh tế tái khởi động sẽ là cơ hội để "định hình nền kinh tế thế kỷ 21 theo những cách thức sạch, xanh, lành mạnh, công bằng, an toàn và bền vững hơn." Ngày tổ chức lại đã được công bố vào tháng 5 năm 2020. Trước đó vào năm 2021, Anh và Ý lần lượt tổ chức các hội nghị thượng đỉnh của G7 và G20.
Các nhà quan sát độc lập cho ý rằng mặc dù không liên quan trực tiếp nhưng việc hoãn lại đã cho cộng đồng quốc tế thời gian để phản ứng với kết quả của cuộc bầu cử tổng thống Hoa Kỳ được tổ chức vào tháng 11 năm 2020. Tổng thống Donald Trump đã rút Hoa Kỳ khỏi Thỏa thuận Paris, mặc dù điều này không thể có hiệu lực cho đến ngày sau cuộc bầu cử; trong khi những người thách thức từ đảng Dân chủ của ông cam kết sẽ ngay lập tức tham gia lại và gia tăng tham vọng giảm lượng khí thải. Khi Joe Biden đắc cử, ông ấy đã làm như vậy. Tại hội nghị, Biden đã xin lỗi về việc Trump quyết định rút Hoa Kỳ khỏi thỏa thuận.

### Các nhà tài trợ
Các hội nghị thượng đỉnh trước đây đã được tài trợ bởi các công ty nhiên liệu hóa thạch. Để giảm bớt ảnh hưởng này, chính phủ Vương quốc Anh đã quyết định rằng các nhà tài trợ "phải có những cam kết thực sự để giúp họ đạt được trung tính carbon trong tương lai gần". Các đối tác chính đầu tiên là 3 công ty năng lượng của Anh, một công ty ngân hàng và bảo hiểm.

## Địa điểm và đại biểu tham dự

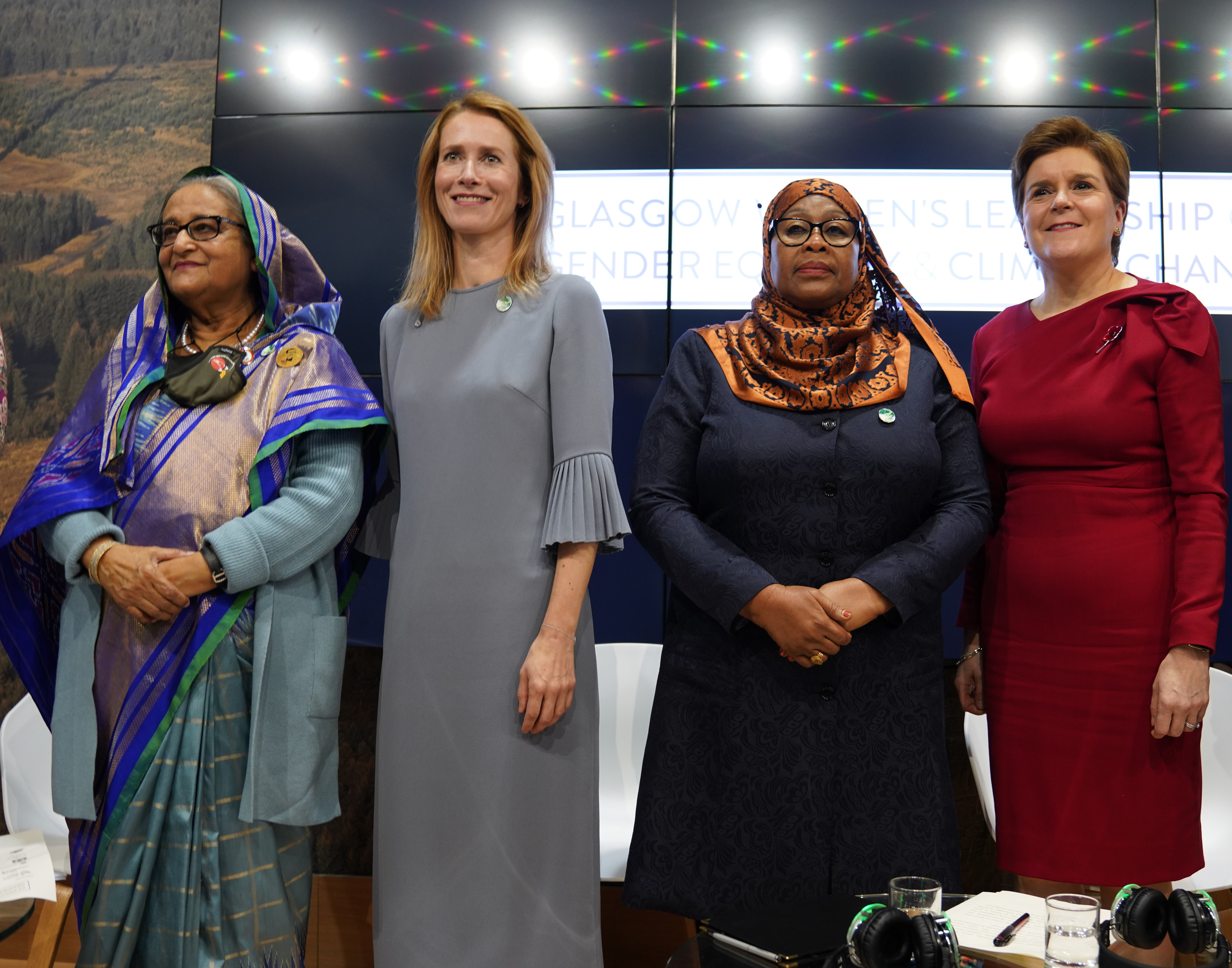
Từ trái sang phải: Thủ tướng Bangladesh Sheikh Hasina, Thủ tướng Estonia Kaja Kallas, Tổng thống Tanzania Samia Suluhu và Bộ trưởng thứ nhất Scotland Nicola Sturgeon tại COP26

Các hội đồng trong và xung quanh Glasgow đã cam kết trồng 18 triệu cây xanh trong thập kỷ tiếp theo: Rừng Khí hậu Clyde (CCF) dự kiến sẽ tăng độ che phủ của cây ở các khu vực đô thị của vùng Greater Glasgow lên 20%.
Vào tháng 9 năm 2021, hội nghị đã được thúc giục bởi Mạng lưới Hành động vì Khí hậu để đảm bảo những người tham dự sẽ có thể được tham dự bất chấp những hạn chế đi lại liên quan đến đại dịch COVID-19. Trong những tháng trước hội nghị, chính phủ Anh đã có những hạn chế đối với việc đi lại từ một số quốc gia nhất định và hộ chiếu COVID được yêu cầu ở một số địa điểm nhất định. Các nhà phê bình cho rằng việc triển khai tiêm chủng không đồng đều vắc xin COVID-19 trên toàn thế giới có thể khiến sự tham gia của đại diện các nước nghèo hơn bị ảnh hưởng, làm cho vấn đề giảm thiểu biến đổi khí hậu trở nên khó khăn hơn. Vương quốc Anh sau đó đã nới lỏng các ràng buộc đi lại cho các phái đoàn. Chỉ có 4 quốc gia thuộc quần đảo Thái Bình Dương cử phái đoàn do ảnh hưởng của COVID-19 nên hạn chế đi lại và hầu hết các quốc đảo buộc phải cử các đội nhỏ hơn mức họ có thể có. Các nhà tổ chức đã bỏ qua nhiều quy tắc COVID-19 cho những người tham dự, tùy thuộc vào tình trạng tiêm chủng của họ.
Vào ngày 4 tháng 6 năm 2021, một máy chiếu sáng ban đêm lên Tolbooth Steeple đã được lắp đặt theo sáng kiến ‘Đồng hồ khí hậu’. Số liệu thống kê về thời hạn và quãng thời gian dự kiến trước khi ấm lên 1,5°C là không thể tránh khỏi và tỷ lệ phần trăm năng lượng toàn cầu được cung cấp qua năng lượng tái tạo tương ứng. Khuôn viên Sự kiện Scotland (SEC), được gọi là Blue Zone tạm thời trở thành lãnh thổ của Liên Hợp Quốc: địa điểm chính khác là Green Zone tại Trung tâm Khoa học Glasgow.

### Đại biểu tham dự
25 nghìn đại biểu từ 200 quốc gia đang tham dự. Trong số những người tham dự nổi tiếng và có ảnh hưởng xã hội nhất có Tổng thống Hoa Kỳ Joe Biden, Tổng thống Ukraina Volodymyr Zelensky, Thủ tướng Đức Angela Merkel, Tổng thống Pháp Emmanuel Macron, Tổng thống Ai Cập Abdel Fattah el-Sisi, Thủ tướng Tây Ban Nha Pedro Sánchez, Thủ tướng Israel Naftali Bennett, Thủ tướng Hà Lan Mark Rutte, Thủ tướng Ấn Độ Narendra Modi, Thủ tướng Nhật Bản Fumio Kishida,, Thủ tướng Canada Justin Trudeau và Tổng thống Indonesia Joko Widodo. Phát thanh viên người Anh và nhà sử học tự nhiên David Attenborough, người được mệnh danh là Nhà vận động nhân dân COP26, sẽ phát biểu tại hội nghị thượng đỉnh.
Vào ngày 31 tháng 10, Thủ tướng Chính phủ Phạm Minh Chính dẫn đầu Đoàn đại biểu cấp cao Việt Nam rời Hà Nội, lên đường dự Hội nghị thượng đỉnh về biến đổi khí hậu của Liên Hợp Quốc năm 2021.
Thủ tướng Úc Scott Morrison có phát biểu tại hội nghị. Thủ tướng Cộng hòa Séc Andrej Babiš đã lên án bộ luật Phù hợp 55 của Liên minh Châu Âu, đó là một phần trong Thỏa thuận Xanh Châu Âu, ông nói rằng khối Liên minh Châu Âu "không thể đạt được gì nếu không có sự tham gia của các nước xả thải khí thải gây ô nhiễm lớn nhất thế giới như Trung Quốc hoặc Hoa Kỳ, những quốc gia phải chịu trách nhiệm với 27% và 15% lượng khí thải CO2 toàn cầu".
Hoàng tử Charles đích thân phát biểu lễ khai mạc. Nữ hoàng Elizabeth sau khi được các bác sĩ khuyên nên nghỉ ngơi đã phát biểu trước hội nghị bằng video. Bill Gates kêu gọi một 'cuộc cách mạng công nghiệp xanh' để quyết tâm đánh bại khủng hoảng khí hậu.
Phái đoàn có nhiều đại biểu nhất tại hội nghị là phái đoàn thuộc ngành công nghiệp nhiên liệu hóa thạch với 503 đại biểu.

### Đại biểu không tham dự
Vào tháng 10 năm 2021, nhà lãnh đạo Trung Quốc Tập Cận Bình tuyên bố sẽ không đích thân tham dự hội nghị và thay vào đó đã gửi một địa chỉ giao tiếp qua văn bản vì ban tổ chức không cung cấp phương thức giao tiếp qua video. Với mức phát thải khí nhà kính của Trung Quốc là lớn nhất thế giới, Reuters cho biết điều này khiến hội nghị ít có khả năng dẫn đến một thỏa thuận khí hậu quan trọng. Tuy nhiên, một phái đoàn Trung Quốc do đặc phái viên về biến đổi khí hậu Giải Chấn Hoa dẫn đầu đã tham dự. Thủ tướng hoặc nguyên thủ quốc gia của Nam Phi, Nga, Iran, Mexico, Brazil, Thổ Nhĩ Kỳ và thành phố Vatican cũng không tham dự cuộc họp.
Tổng thống Nga Vladimir Putin cho biết ông sẽ không tham dự hội nghị vì lo ngại các nguy cơ của đại dịch COVID 19. Tổng thống thổ nhĩ kỳ Recep Tayyip Erdoğan dự kiến sẽ tham dự nhưng vì yêu cầu bảo mật nên đã từ chối. Tổng thống Iran Ebrahim Raisi không tham dự: Struan Stevenson và một người Iran lưu vong trong Hội đồng Kháng chiến Quốc gia Iran đã yêu cầu cảnh sát Scotland bắt giữ ông Raisi vì tội ác chống lại loài người nếu ông ta tham dự hội nghị dựa trên khái niệm pháp lý của quyền tài phán chung. Thái tử Ả Rập Mohammed bin Salman cũng không tham dự hội nghị thượng đỉnh. Tổng thống Brasil Jair Bolsonaro, người đã phải đối mặt với sự lên án của quốc tế về nạn phá rừng ngày càng gia tăng ở rừng nhiệt đới Amazon cũng quyết định không tham dự hội nghị thượng đỉnh với tư cách cá nhân.
Việc không tham dự của ông Vladimir Putin và Tập Cận Bình đã nhận được sự chỉ trích từ Tổng thống Hoa Kỳ hiện tại Joe Biden và cựu Tổng thống Hoa Kỳ Barack Obama.
Myanmar và Afghanistan hoàn toàn vắng mặt; cả hai quốc gia đều đã bị chính phủ được Liên Hợp Quốc công nhận bị lật đổ về mặt quân sự vào năm 2021. Quân đội độc tài quân sự của Myanmar đã bị chặn đường vào hội nghị thượng đỉnh. Sáu chuyên gia khí hậu Afghanistan lưu vong đã bị UNFCCC từ chối đơn gia nhập. Ngoài ra, đảo quốc Kiribati không cử người tham gia, trong khi các quốc đảo đồng hương như Vanuatu và Samoa đã đăng ký nhưng không cử được phái đoàn.

## Cơ chế bánh cóc

Phát thải khí cacbon đioxit toàn cầu theo khu vực tài phán (tính đến năm 2015)

Theo Thỏa thuận Paris, các quốc gia đã đệ trình các cam kết được gọi là các đóng góp có chủ định do quốc gia quyết định để hạn chế phát thải khí thải nhà kính (GHG). Trong khuôn khổ của Thỏa thuận Paris, mỗi quốc gia dự kiến sẽ nộp các khoản đóng góp do quốc gia quyết định 5 năm một lần, để tạo nên tham vọng giảm thiểu biến đổi khí hậu. Khi Thỏa thuận Paris được ký kết tại Hội nghị Biến đổi Khí hậu của Liên Hợp Quốc năm 2015, hội nghị năm 2020 được coi là lần lặp đầu tiên của cơ chế bánh cóc. Mặc dù hội nghị năm 2020 đã bị hoãn lại đến năm 2021 do đại dịch nhưng hàng chục quốc gia vẫn chưa cập nhật cam kết của họ vào đầu tháng 10 năm 2021.
Các lần lặp trong tương lai cũng sẽ tính đến "lượng dự trữ toàn cầu", lần đầu tiên trong số đó là vào năm 2023.

## Kết quả
Vào ngày 13 tháng 11 năm 2021, 197 quốc gia tham gia đã đồng ý một thỏa thuận mới được gọi là Hiệp ước Khí hậu Glasgow nhằm ngăn chặn mối nguy biến đổi khí hậu. Thỏa thuận cuối cùng đề cập rõ ràng đến than đá, là nguyên liệu đóng góp lớn nhất vào biến đổi khí hậu. Các thỏa thuận COP trước đây đã không đề cập đến than, dầu, khí đốt hoặc thậm chí nhiên liệu hóa thạch nói chung, là tác nhân chính gây ra biến đổi khí hậu, điều khiến Hiệp ước Khí hậu Glasgow trở thành thỏa thuận khí hậu đầu tiên có kế hoạch rõ ràng để giảm lượng than. Từ ngữ trong thỏa thuận đề cập đến ý định "giảm dần" việc sử dụng than thay vì loại bỏ dần.
Hơn 140 quốc gia cam kết đạt mức phát thải ròng bằng không. Các quốc gia trong nhóm này chiếm 90% GDP toàn cầu.
Hơn 100 quốc gia, trong đó có Brasil đã cam kết đẩy lùi nạn phá rừng vào năm 2030.
Hơn 40 quốc gia cam kết loại bỏ than đá.
Ấn Độ hứa sẽ rút một nửa nhu cầu năng lượng từ các nguồn tái tạo vào năm 2030.
Chính phủ của 24 quốc gia phát triển và một nhóm các nhà sản xuất ô tô lớn như GM, Ford, Volvo, BYD Auto, Jaguar Land Rover và Mercedes-Benz đã cam kết "nỗ lực hướng việc doanh số bán ô tô và xe tải mới không xả thải trên toàn cầu vào năm 2040 và không muộn hơn năm 2035 tại các thị trường hàng đầu". Các quốc gia sản xuất ô tô mạnh như Mỹ, Đức, Trung Quốc, Nhật Bản và Hàn Quốc cũng như các công ty Volkswagen, Toyota, Peugeot, Honda, Nissan và Hyundai đã không đăng ký cam kết.
Công bố các cam kết hỗ trợ tài chính mới cho việc giảm thiểu và thích ứng với biến đổi khí hậu.
Trình theo dõi khí hậu vào ngày 9 tháng 11 năm 2021 mô tả kết quả như sau: nhiệt độ toàn cầu sẽ tăng 2,7 °C vào cuối thế kỷ này với các chính sách hiện hành. Nhiệt độ sẽ tăng 2,4 °C nếu chỉ thực hiện các cam kết trước năm 2030, tăng 2,1 °C nếu đạt được các mục tiêu dài hạn và sẽ chỉ tăng 1,8 °C nếu hoàn thành tất cả các mục tiêu đã công bố.

## Đàm phán
Hội nghị thượng đỉnh các nhà lãnh đạo thế giới sẽ diễn ra vào thứ hai ngày 1 và thứ Ba ngày 2, với mỗi nhà lãnh đạo đưa ra một tuyên bố quốc gia.
Mục tiêu quan trọng của các nhà tổ chức hội nghị là kiểm soát được việc nhiệt độ ấm thêm 1,5॰C. Theo các nhà đàm phán của BBC, những người có thể là chìa khóa của cuộc đàm phán này bao gồm Giải Chấn Hoa, Ayman Shasly, Sheikh Hasina và Teresa Ribera.
Trung Quốc cho biết họ nhắm tới mức chạm mức phát thải CO2 cao nhất trước năm 2030 và trở thành trung tính carbon vào năm 2060. Họ được yêu cầu đặt một ngày rõ ràng hơn vì điều này sẽ có "tác động tích cực" rất lớn đến các mục tiêu của Thỏa thuận Paris.

### Nạn phá rừng

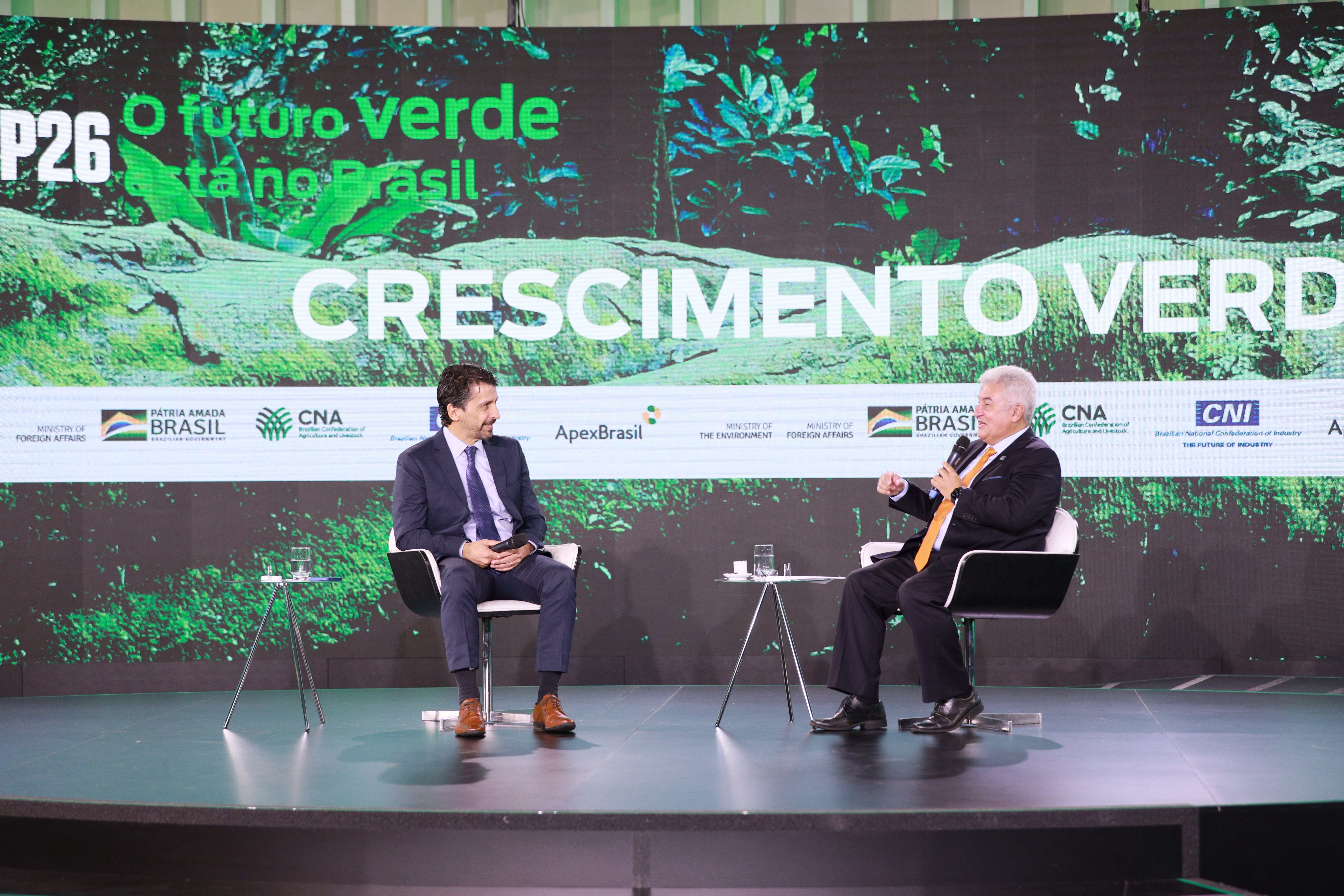
Brasil, nơi có 60% diện tích rừng nhiệt đới Amazon hứa hẹn sẽ ngăn chặn và đảo ngược nạn phá rừng vào năm 2030.

Lãnh đạo của hơn 100 quốc gia với khoảng 85% diện tích rừng trên thế giới bao gồm Canada, Nga, Cộng hòa Dân chủ Congo và Hoa Kỳ, đã đồng ý chấm dứt nạn phá rừng vào năm 2030 theo thỏa thuận tương tự năm 2014,trong đó bao gồm Brazil, Indonesia, các doanh nghiệp và nhiều nguồn lực tài chính hơn. Các chữ ký đồng thuận thỏa thuận Tuyên bố New York về Rừng năm 2014 cam kết giảm một nửa nạn phá rừng vào năm 2020 và chấm dứt vào năm 2030, tuy nhiên trong giai đoạn 2014-2020, nạn phá rừng đã tăng cao hơn.
Bộ trưởng Môi trường Indonesia Siti Nurbaya Bakar tuyên bố rằng "buộc Indonesia chấm dứt phá rừng vào năm 2030 rõ ràng là không phù hợp và không công bằng".

### Điều 6
Điều 6 của Thỏa thuận Paris mô tả các quy tắc cho việc mua bán phát thải cacbon quốc tế (chẳng hạn như đối với cây cối trong thỏa thuận ngăn chặn nạn phá rừng) và các hình thức hợp tác quốc tế khác đang được thảo luận vì đây là phần cuối cùng của sách quy tắc còn được hoàn thiện. Mặc dù các bên đã đồng ý về nguyên tắc để tránh tính hai lần mức giảm phát thải trong kiểm kê khí nhà kính của nhiều quốc gia, nhưng chính xác thì việc tính hai lần sẽ thực sự xảy ra bao nhiêu lần rồi thì vẫn chưa rõ ràng. Việc thực hiện các tín dụng carbon của Kyoto trước năm 2020 sẽ được thảo luận, nhưng rất khó có khả năng được thống nhất. Do đó, các quy tắc của Điều 6 có thể tạo ra sự khác biệt lớn đối với lượng khí thải trong tương lai.

### Tài chính
Tài chính khí hậu để thích ứng và giảm thiểu là một trong những chủ đề chính của cuộc đàm phán. Các nước nghèo muốn có tài chính ổn định để thích ứng trong khi các nhà tài trợ chỉ tài trợ cho việc giảm thiểu rủi ro biến đổi khí hậu vì điều đó tạo ra lợi nhuận. Được bổ nhiệm vào vai trò Cố vấn Tài chính Khí hậu là cựu Thống đốc Ngân hàng Trung ương Anh Mark Carney. Thỏa thuận Paris bao gồm 100 tỷ USD tài chính cho các nước đang phát triển vào năm 2020. Tuy nhiên, các quốc gia giàu có đã không thực hiện đúng lời hứa đó, với các thành viên của OECD đứng sau cam kết của họ, và điều đó gây nhiều khó khăn để có thể đạt được số tiền đã thỏa thuận trước năm 2023. Một nhóm các công ty tài chính lớn cam kết sẽ không có danh mục đầu tư ròng và sổ cho vay vào năm 2050. Scotland trở thành quốc gia đầu tiên đóng góp vào quỹ mất và thiệt hại.

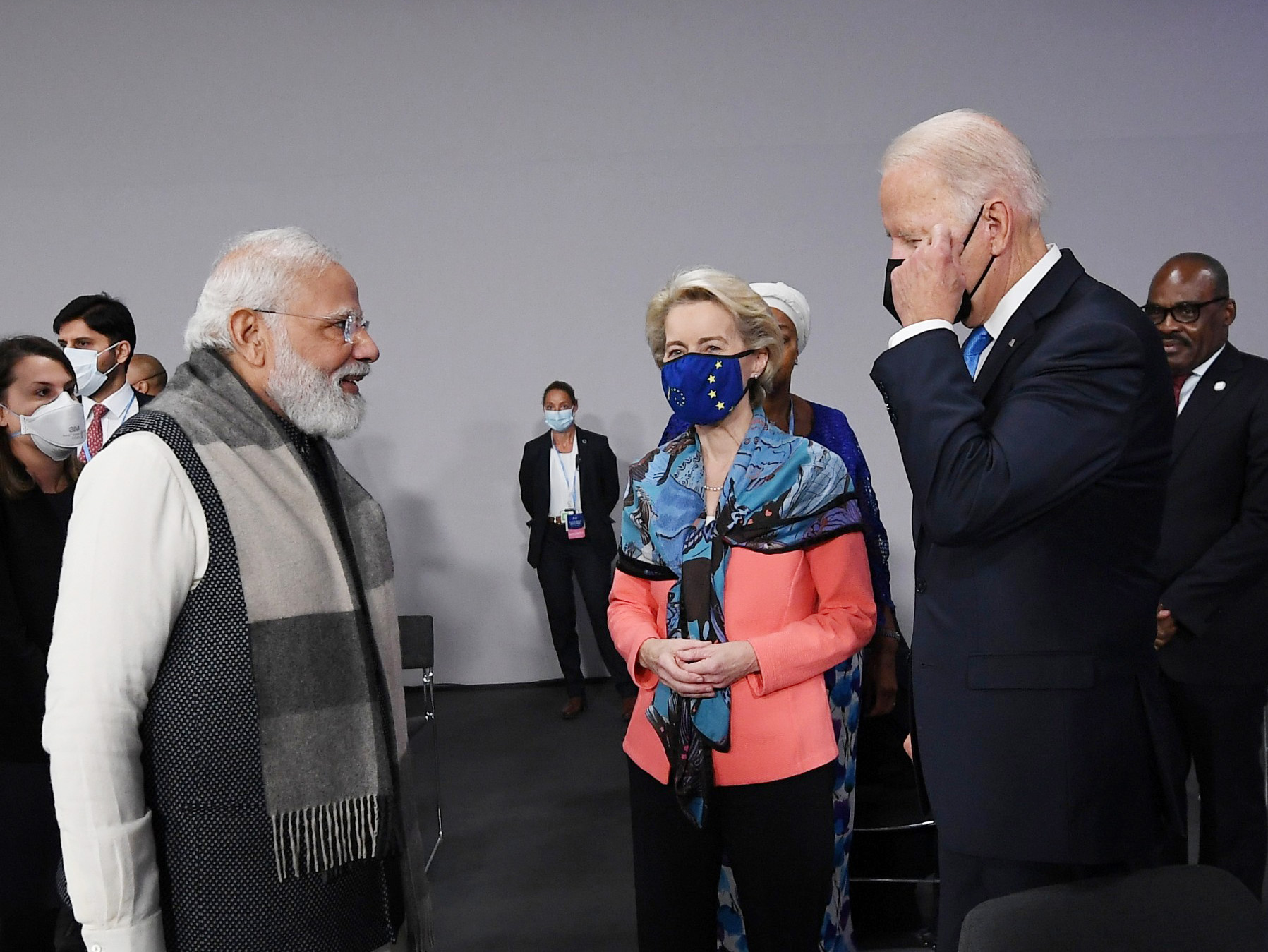
Thủ tướng Ấn Độ Narendra Modi, Chủ tịch Ủy ban châu Âu Ursula von der Leyen và Tổng thống Mỹ Joe Biden tại Joe Biden tại COP26

### Than đá
Nam Phi dự kiến sẽ nhận được 8,5 tỷ USD để chấm dứt sự phụ thuộc vào than đá, thông tin chi tiết về việc giới hạn mỏ, xuất khẩu và hỗ trợ cộng đồng địa phương cho công nhân trong ngành còn ít. Các quốc gia bao gồm Chile, Ba Lan và Việt Nam cũng đồng ý ngừng đốt than vào những năm 2030 cho các ngành kinh tế chính, vào những năm 2040 cho các quốc gia nghèo hơn.

### Mê-tan
Hoa Kỳ và nhiều quốc gia khác đã đồng ý hạn chế phát thải khí mêtan. Hơn 80 quốc gia đã ký cam kết về khí mê-tan toàn cầu, đồng ý cắt giảm 30% lượng khí thải vào cuối thập kỷ này. Các nhà lãnh đạo Hoa Kỳ và châu Âu nói rằng việc giải quyết khí nhà kính mạnh là rất quan trọng để giữ cho sự ấm lên giới hạn ở 1,5 °C. Úc, Trung Quốc, Nga, Ấn Độ và Iran đã không ký thỏa thuận.
Nga yêu cầu giảm nhẹ trừng phạt đối với các dự án đầu tư xanh của các công ty năng lượng như Gazprom. Đặc phái viên khí hậu của Nga Ruslan Edelgeriyev cáo buộc các nước phương Tây đạo đức giả khi thúc giục Nga "giảm thiểu rò rỉ khí mê-tan nhưng sau đó lại trừng phạt Gazprom".

### Mục tiêu thuần không 
Nhiều đại biểu tham dự đã cam kết giảm phát thải carbon với việc Ấn Độ và Nhật Bản đưa ra các cam kết cụ thể tại hội nghị. Ấn Độ là quốc gia phát thải carbon dioxide lớn thứ ba theo khu vực pháp lý đặt ra mục tiêu kế hoạch ngày gần nhất là vào năm 2070. Đầu tháng 10, Trung Quốc - quốc gia phát thải carbon dioxide lớn nhất theo khu vực tài phán - đã cam kết giảm phát thải carbon ròng vào năm 2060, và người ta tin rằng Ấn Độ sẽ đưa ra cam kết tương tự. Tuy nhiên, đây là lần đầu tiên ngày trung hòa carbon được đưa ra như một phần của chính sách khí hậu của Ấn Độ. Hydro xanh đã nổi lên như một trong những lĩnh vực chính mà các công ty có thể hợp tác để giúp khử cacbonise, thứ rất khó giảm trong các ngành công nghiệp. Có hàng chục phát kiến trong COP26 cho thấy tầm quan trọng của hydro trong tương lai.

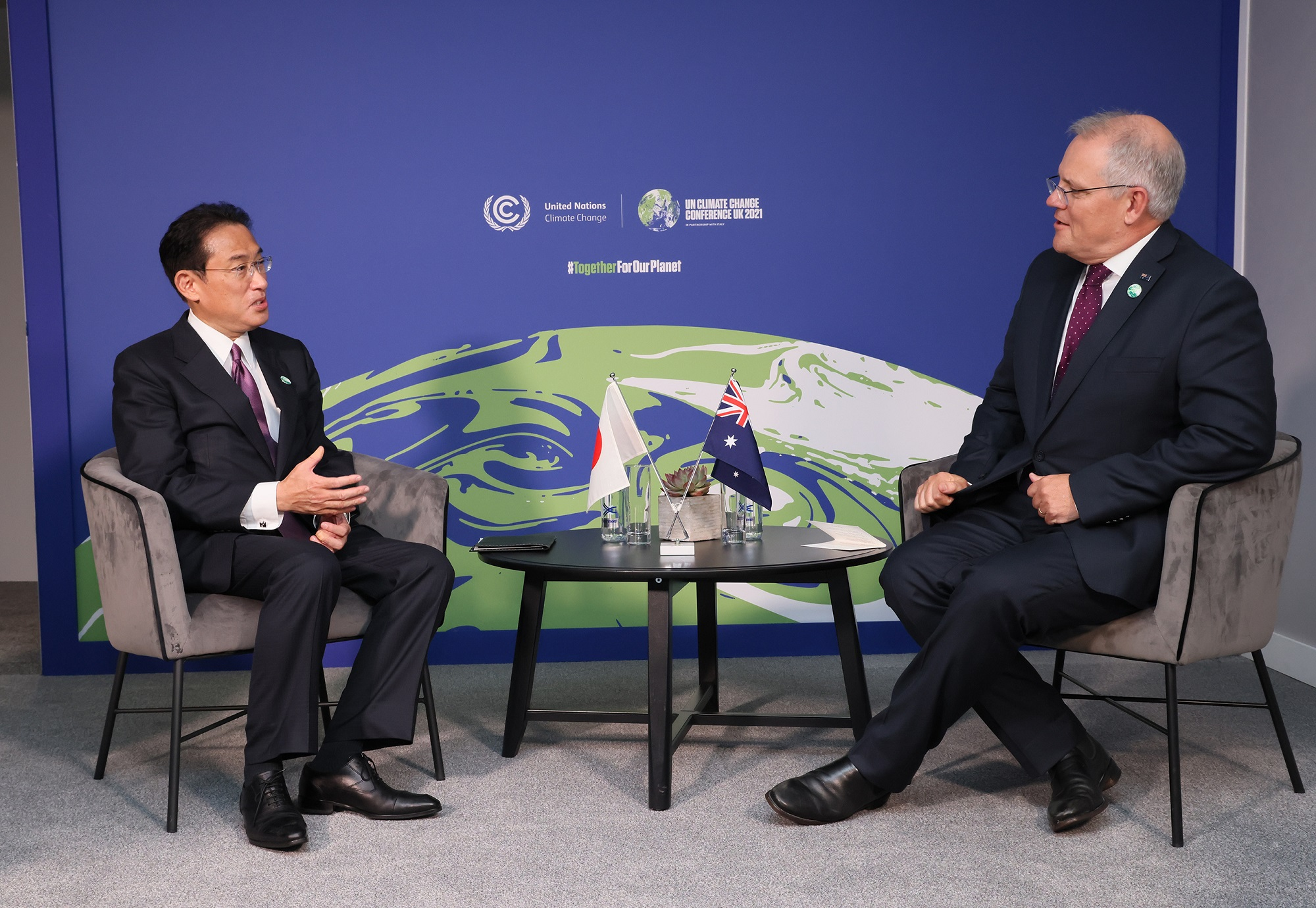
Thủ tướng Nhật Bản Fumio Kishida và Thủ tướng Australia Scott Morrison tại COP26

### Thích nghi
Các thị trưởng thành phố lớn lo ngại về khí hậu - Nhóm Lãnh đạo Khí hậu Các thành phố C40 – chẳng hạn như Thị trưởng Istanbul Ekrem İmamoğlu, đã kêu gọi thích ứng với khí hậu đô thị hơn, đặc biệt là ở các nước thu nhập thấp.

### Chuyển đổi kinh tế xã hội

#### Nông nghiệp
45 quốc gia, bao gồm Anh, Mỹ, Nhật Bản, Đức, Ấn Độ, Indonesia, Maroc, Việt Nam, Philippines, Gabon, Ethiopia, Ghana và Uruguay, cam kết tài trợ hơn 4 tỷ đô la để chuyển đổi sang nông nghiệp bền vững. Tổ chức "Slow Food" bày tỏ lo ngại về tính hiệu quả của các khoản chi tiêu, khi họ tập trung vào các giải pháp công nghệ và trồng rừng thay cho "một ngành nông nghiệp tổng thể biến thực phẩm từ hàng hóa sản xuất hàng loạt thành một phần của hệ thống bền vững hoạt động tự nhiên".

#### Vận tải
Hội nghị đã đặt ô tô điện và cam kết điện khí hóa phương tiện là trung tâm, trong khi theo các nhà hoạt động, đầu tư tốt hơn và ý chí chính trị cho các phương thức giao thông bền vững đã không bị buộc phải thông qua với trọng tâm không phải là giao thông công cộng và đi xe đạp.

#### Nhiên liệu hóa thạch
Một văn bản dự thảo được công bố vào ngày 10 tháng 11 đã yêu cầu các chính phủ đẩy nhanh quá trình loại bỏ và khử cặn bẩn của nhiên liệu hóa thạch, nguồn phát thải khí nhà kính lớn nhất (do con người) gây ra trên toàn cầu,Bản mẫu:Additional citation needed nhưng đã bị phản đối bởi một số quốc gia có các ngành kinh tế dựa trên nhiên liệu hóa thạch lớn.

## Tranh cãi

### Trước và ngay từ đầu
Các nhà lãnh đạo doanh nghiệp và chính trị gia bao gồm Jeff Bezos, Thái tử Charles, Boris Johnson, Joe Biden và Angela Merkel đến Glasgow bằng máy bay riêng đã bị các nhà bình luận và nhà vận động buộc tội đạo đức giả. Tuy vậy, các nhà hoạch định sự kiện khẳng định rằng hội nghị sẽ trung tính carbon. Khoảng 400 máy bay tư nhân đã bay đến Glasgow để đưa đón các đại biểu dự hội nghị.
Vào tháng 10 năm 2021, BBC đưa tin rằng một vụ rò rỉ tài liệu khổng lồ cho thấy Ả Rập Xê-út, Nhật Bản và Úc nằm trong số các quốc gia yêu cầu Liên Hợp Quốc giảm bớt việc ràng buộc yêu cầu phải sử dụng nhiên liệu hóa thạch ít hơn. Nó cũng cho một số quốc gia giàu có (bao gồm Switzerland và Úc) tự đặt ra câu hỏi về việc có cần phải trả nhiều tiền hơn cho các bang nghèo hơn để chuyển sang các công nghệ xanh hơn. BBC đưa tin rằng cuộc vận động hành lang đã đặt ra các câu hỏi cho hội nghị thượng đỉnh về khí hậu COP26. Chính phủ Úc đã bị chỉ trích vì bảo trợ cho một công ty nhiên liệu hóa thạch tại hội nghị thượng đỉnh, không nâng tham vọng giảm thiểu biến đổi khí hậu bằng năng lực của mình, không cam kết giảm xả thải khí mê-tan và không cam kết loại bỏ than đá.
Trong một cuộc phỏng vấn ngay trước thềm hội nghị COP26 năm 2021, Greta Thunberg, khi được hỏi cô lạc quan như thế nào về việc hội nghị có thể đạt được bất cứ điều gì, cô đã trả lời "Không có gì thay đổi so với những năm trước. Các nhà lãnh đạo sẽ nói 'chúng tôi sẽ làm điều này và chúng tôi sẽ làm điều này và chúng tôi sẽ tập hợp lực lượng của chúng tôi để đạt được điều này', và sau đó họ sẽ không làm gì cả. Có thể một số thứ mang tính biểu tượng, tính sáng tạo và những thứ không thực sự có tác động lớn. Chúng ta có thể có nhiều COP như chúng ta muốn nhưng thực tế sẽ chẳng có gì khác hơn." Một giọng nói giống của Nữ hoàng Elizabeth II, bày tỏ những lo ngại tương tự trong một cuộc trò chuyện riêng tư bị nghe lén qua micrô nóng nói rằng: "Thật sự rất khó chịu khi phải nghe họ nói nhưng họ không làm."

### Biểu tình

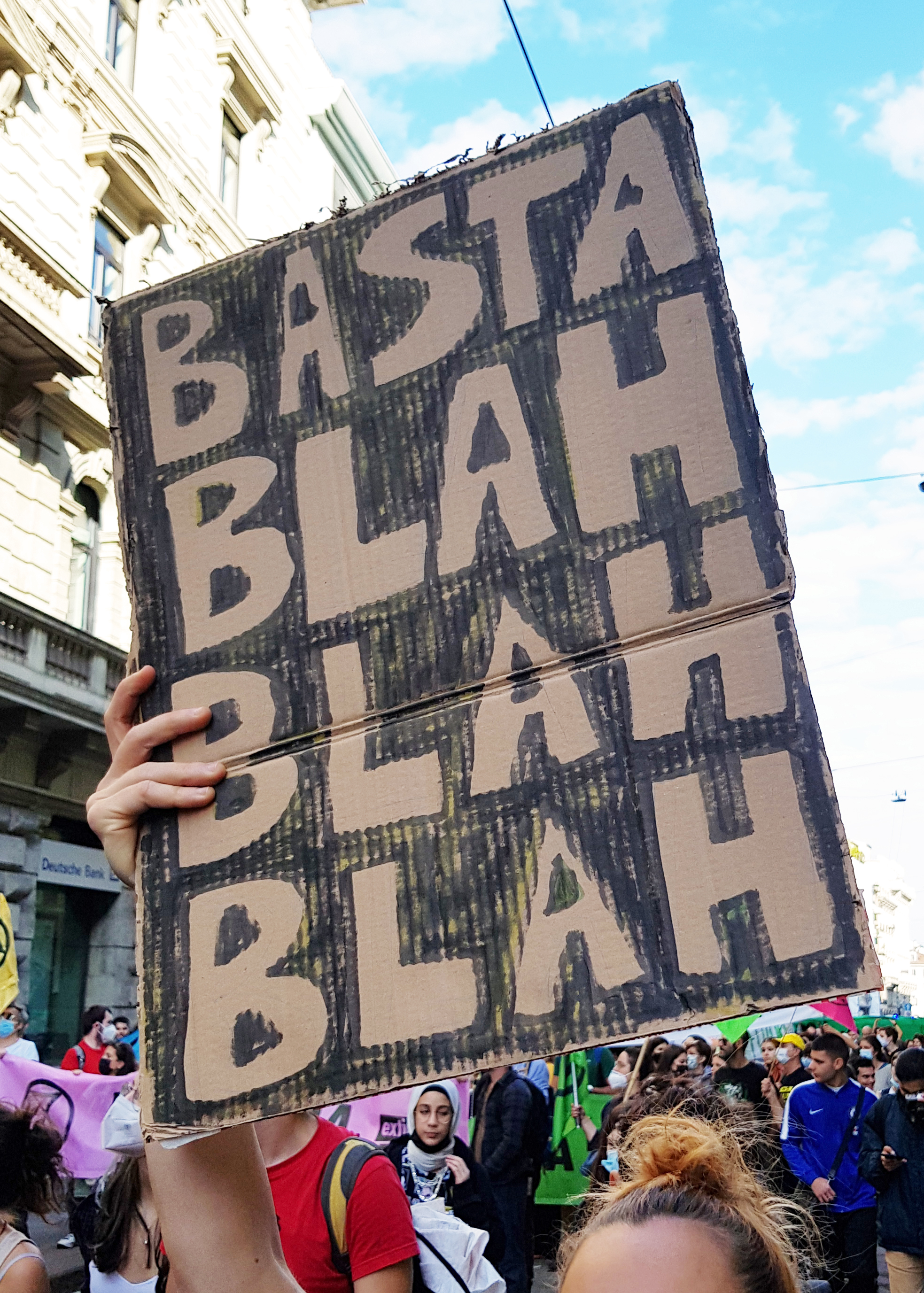
Dấu hiệu "Enough blah blah blah" - Dấu hiệu của hoạt động Bãi khóa vì khí hậu ở Milan, Ý - ngày 1 tháng 10 năm 2021, (basta nghĩa là 'đủ')

Đến ngày 1 tháng 11, khi bắt đầu hội nghị, nhà hoạt động về biến đổi khí hậu Greta Thunberg đã chỉ trích hội nghị thượng đỉnh tại một cuộc biểu tình ở Glasgow với các thành viên từ tổ chức Bãi khóa vì khí hậu, cô đã nói rằng "COP26 này cho đến nay cũng giống như các COP trước và điều đó đã dẫn không dẫn chúng ta tới đâu cả. Họ chẳng dẫn chúng ta đến đâu cả."
Vào ngày 5 tháng 11, một cuộc biểu tình Bãi khóa vì khí hậu mà Thunberg đã phát biểu kêu gọi đã thu hút hàng nghìn người trong đó phần lớn là học sinh. Những người tham dự đã ủng hộ các hành động sâu rộng và tức thời hơn về biến đổi khí hậu. Hội đồng thành phố Glasgow và hầu hết các hội đồng lân cận tuyên bố rằng học sinh sẽ không bị phạt nếu phụ huynh thông báo cho trường của họ về việc nghỉ học. Vào ngày 6 tháng 11 — Ngày Toàn cầu Hành động vì Công lý Khí hậu — khoảng 100.000 người đã tham gia một cuộc tuần hành ở Glasgow, theo BBC News, với các huấn luyện viên và các chuyến đạp xe theo nhóm được tổ chức cho những người tham gia đi du lịch từ khắp Vương quốc Anh. Đây là cuộc biểu tình lớn nhất ở Glasgow kể từ các cuộc tuần hành chống Chiến tranh Iraq năm 2003. Một cuộc tuần hành ở London đã thu hút 10.000 người theo lời của phía cảnh sát và 20.000 người theo lời phía ban tổ chức. The Times dự đoán rằng tổng số người tham gia sẽ lên đến hơn hai triệu người. Theo The Guardian, có thêm 100 cuộc tuần hành diễn ra ở những nơi khác trong nước với tổng số 300 cuộc biểu tình trên khắp 100 quốc gia.
Vanessa Nakate và các nhà hoạt động bản địa đã có bài phát biểu tại Glasgow. Các vấn đề được những người biểu tình nhấn mạnh bao gồm việc đặt lợi ích doanh nghiệp lên hàng đầu và việc các chính trị gia không giải quyết được tình trạng khẩn cấp về khí hậu với mức độ khẩn cấp cần thiết cũng như các nguyên nhân cơ bản của nó. Người dân Kahnawake Mohawk, các nhà khoa học sinh thái, các nhà hoạt động thuần chay, các đoàn viên thương mại và các nhà xã hội học đã có mặt tại các cuộc tuần hành.

### Tổ chức sự kiện
Một đại biểu dự định tham gia là Bộ trưởng Năng lượng Karine Elharrar đã không thể tham dự vào ngày 1 tháng 11 do các vấn đề về xe lăn.
Thực đơn trong COP26 cũng bị chỉ trích bởi nhóm công lý về động vật và khí hậu Animal Rebellion, với gần 60% thực đơn là thịt và sữa và các món ăn được dán nhãn là carbon cao đang được phục vụ tại các quầy thực phẩm. Người đứng đầu bộ phận phục vụ ăn uống tại COP26 là Lorna Wilson đã nói rằng, các nhân viên đã "hướng tới" chiến lược phục vụ 95% thực phẩm từ Anh và 5% từ nước ngoài. Wilson cho biết thực đơn có 40% thực vật và 60% ăn chay. Sự kiện này đã loại bỏ cốc và đồ nhựa dùng một lần.

Hội nghị đã lo ngại về sức ảnh hưởng của các phái đoàn lớn của các ngành công nghiệp, đặc biệt là các công ty gây ô nhiễm lớn và các tổ chức tài chính liên quan đến các nguyên nhân phát thải khí nhà kính.

### Kết quả
Những chỉ trích sâu hơn về kết quả bao gồm rằng nó không chỉ cần các cam kết mà còn cần các định hướng rõ ràng để giảm thiểu và thích ứng cũng như đưa ra các cơ chế mạnh mẽ để các bên liên quan phải chịu trách nhiệm về các cam kết của mình. Người ta thấy rằng các công ty tài chính không bị ngăn cản việc đầu tư tư nhân vào nhiên liệu hóa thạch, rằng sự thiếu tập trung và minh bạch về chất lượng, chứ không phải số lượng của các cam kết, rằng việc chấm dứt nạn phá rừng vào năm 2030 là quá muộn, rằng các quốc gia cần công bố các kế hoạch chính sách toàn diện về cách họ sẽ đạt được các mục tiêu của mình và các cam kết là không bắt buộc, không có cơ chế trừng phạt nào được thiết lập tại hội nghị và nội dung rõ ràng với cách tiếp cận "tự điều chỉnh" cho các tổ chức có liên quan. Theo các nhà phê bình, những vấn đề như vậy có thể biến hội nghị thành một sự kiện "tẩy xanh" với những lời hứa suông.
Vào ngày 9 tháng 11, Trình theo dõi khí hậu đã báo cáo rằng nền văn minh nhân loại toàn cầu đang trên đà tăng nhiệt độ thêm 2.7 °C trong hệ thống Trái đất vào cuối thế kỷ này với các chính sách hiện hành. Nhiệt độ sẽ tăng 2,4 °C nếu các cam kết trước năm 2030 được thực hiện, 2,1 °C nếu các mục tiêu dài hạn được thực hiện và 1,8 °C nếu tất cả các mục tiêu trong hội nghị sẽ được hoàn thành đầy đủ. Các mục tiêu hiện tại cho đến trước năm 2030 vẫn "hoàn toàn không đủ". Tiêu thụ than và khí đốt tự nhiên là nguyên nhân chính tạo ra khoảng cách giữa các cam kết và chính sách. Họ đã đánh giá các cam kết của tổng cộng 40 quốc gia trong đó chiếm 85% các cam kết cắt giảm xả thải ròng bằng 0, trong đó các quốc gia chỉ chiếm 6% lượng khí thải toàn cầu - EU, Anh, Chile và Costa Rica - cam kết các mục tiêu được xem là "có thể chấp nhận được" về tính toàn diện, cũng như đã có các kế hoạch chính sách chi tiết rõ ràng mô tả các bước cùng cách thức đạt được các mục tiêu đó.
Vào ngày 10 tháng 11 có thông tin cho rằng Hoa Kỳ và Trung Quốc đã nhất trí về một khuôn khổ để giảm lượng khí thải carbon bằng cách hợp tác thực hiện các biện pháp giảm sử dụng khí mê-tan, loại bỏ dần việc sử dụng than và tăng cường bảo vệ rừng.
Vào ngày 11 tháng 11, Các nước đang phát triển có cùng quan điểm (LMDC), một nhóm gồm 22 quốc gia bao gồm Trung Quốc và Ấn Độ, đã yêu cầu loại bỏ hoàn toàn cam kết giảm thiểu ra khỏi dự thảo văn bản, vì họ cho rằng không nên giữ các nước đang phát triển cùng thời hạn với các quốc gia phát triển hơn. Yêu cầu này bị chỉ trích là phi logic và sai lầm vì nó sẽ khiến người dân ở các nước đang phát triển bị thiệt hại nhiều nhất. Một bài báo trên tờ Daily Beast nói rằng yêu cầu này là một nỗ lực của Trung Quốc, họ đã gây ra khoảng 27% lượng phát thải KNK trên toàn thế giới vào năm 2019 nhằm phá hoại cam kết dự thảo.